# Kolozsi Angéla
Kolozsi Angéla (Budapest, 1976. október 17. –) magyar bábművész, báb- és gyerekszínházi rendező, meseíró.

## Élete
2000-ben végzett a Budapest Bábszínház bábszínészképző tanfolyamán, 2016 februárjában a Színház- és Filmművészeti Egyetem drámainstruktor szakán. 1990 és 2011 között Badacsonyi Angélának hívták. 2000 óta játszik: 2000 és 2004 között a kecskeméti Ciróka Bábszínház, 2004 és 2006 között a zalaegerszegi Griff Bábszínház, 2006 és 2014 között a Tintaló Társulás nevű kecskeméti független formáció tagja volt. 2007 óta ír rendszeresen bábszínpadi szövegkönyveket, 2008 óta rendez bábszínházi, gyerekszínházi előadásokat. Mesekönyvei a Pozsonyi Pagony Kiadónál jelentek meg.

## Mesekönyvek
- Emília és az angyal, akit Körmöczi Györgynek hívnak, Pozsonyi Pagony, Budapest, 2014
- Bódog és Szomorilla, Pozsonyi Pagony, Budapest, 2016
- Jenci néni és az okostelefonok - Egy család a világhálóba gabalyodva, Pozsonyi Pagony (Abszolút Könyvek), Budapest, 2021

## Szövegkönyvek, színpadi adaptációk
- Eddmegleves (Ciróka Bábszínház, 2019)
- Punktum! (Budaörsi Latinovits Színház, 2018)
- Macskablöff (Ciróka Bábszínház, 2018)
- A lepkeoroszlán (Ciróka Bábszínház, 2017)
- Pöttöm Panna (Mesebolt Bábszínház, 2017)
- A kisfiú meg az oroszlánok (Jászai Mari Színház, 2017)
- A királykisasszony cipellője (Kalimpa Színház, 2017)
- A só (Vojtina Bábszínház, 2017)
- Litera-túra (Bartók Kamaraszínház, 2016)
- Kistigris és Kismackó – barátság variációk 2×2 színészre (Budapest Bábszínház, 2016)
- A bőbeszédű diófa (Vaskakas Bábszínház, 2015)
- Emília és az angyal, akit Körmöczi Györgynek hívnak (Kolibri Színház, 2015)
- Auguszta kisasszony különös tavasza (Jászai Mari Színház, 2015)
- Szélike királykisasszony (Vojtina Bábszínház, 2015)
- Talált szív (Ciróka Bábszínház, 2014)
- Kutyafül, macskakő, egérút (Pálfi Katával közös szövegkönyv – Jászai Mari Színház, 2014)
- Unokák a polcon (Budapest Bábszínház, 2014)
- Mumus a padláson (Mesebolt Bábszínház, 2013)
- Amika cukrászdája (Ciróka Bábszínház, 2013)
- Egy korszerű boszorkány hétköznapjai (Napsugár Bábszínház, 2013)
- Százlábúak láb alatt (Kolibri Színház, 2012)
- Ebcsont és nyúlcipő (Bábrándozók, 2012)
- A rút kiskacsa (Mesebolt Bábszínház, 2012)
- Bódog és Szomorilla (Hepp Trupp, 2011)
- Kis Piros (Vaskakas Bábszínház, 2011)
- Bollár Kótyag és Mámori Nellike nagy találkozása (Tintaló Társulás, 2010)
- A beszélő fa (Mesebolt Bábszínház – Európai Szabadúszó Művészek Egyesülete, 2010)
- A magányosan sétáló macska (Veres Andrással közös adaptáció – Tintaló Társulás, 2009)
- Jaj, de jó itt, mindenütt (Napsugár Bábszínház, 2008)
- A Farkas és a hét kecskegida (Vojtina Bábszínház, 2007)
- Zsiga föstő fest (Tintaló Társulás, 2007)
- Nem akarok többé boszorkány lenni! (Tintaló Társulás, 2006)
- Volt egyszer egy Mari nevű szekrény... (Tengely Gáborral közös adaptáció – Griff Bábszínház, 2003)
- Berzsián és Dideki (Bábrándozók, 2003)
- Csongor... És Tünde? (Kovács Judittal közös adaptáció – Bábrándozók, 2001)

## Rendezések
- Punktum! – óvodai dac-parádé (Budaörsi Latinovits Színház, 2018)
- Hoppláda (Ariel Ifjúsági és Gyermekszínház, 2018)
- Miú és Vau (Kabóca Bábszínház, 2018)
- Szólószőlő, csengőbarack (Vojtina Bábszínház, 2018)
- Péter és a csodaágy (Aranyszamár Bábszínház, 2017)
- A kisfiú meg az oroszlánok (Jászai Mari Színház, 2017)
- Ebcsont és nyúlcipő (Napsugár Bábszínház, 2016)
- A Sötétben Látó Tündér (Jászai Mari Színház, 2016)
- Litera-túra (Bartók Kamaraszínház, 2016)
- Kistigris és Kismackó – barátság variációk 2×2 színészre (Budapest Bábszínház, 2016)
- A mindentlátó királylány (Csokonai Nemzeti Színház, 2015)
- A bőbeszédű diófa (Vaskakas Bábszínház, 2015)
- Auguszta kisasszony különös tavasza (Jászai Mari Színház, 2015)
- Kutyafül, macskakő, egérút (Jászai Mari Színház, 2014 – a zsűri különdíja a VIII. Kaposvári ASSITEJ Gyermek- és Ifjúsági Színházi Biennálén[3])
- Talált szív (Ciróka Bábszínház, 2014)
- Mumus a padláson (Mesebolt Bábszínház, 2013)
- A mindentlátó királylány (Vaskakas Bábszínház, 2013)
- Egy korszerű boszorkány hétköznapjai (Napsugár Bábszínház, 2013)
- Bódog és Szomorilla (Hepp Trupp, 2011 – a gyerekszínházi előadások kategóriájának Fesztiváldíja a VI. Kaposvári Nemzetközi Gyermek- és Ifjúsági Színházi ASSITEJ Biennálén[4])
- Állatok farsangja (Kabóca Bábszínház, 2011)
- Bollár Kótyag és Mámori Nellike nagy találkozása (Tintaló Társulás, 2010 – Millenáris-díj a 6. Gyermek- és Ifjúsági Színházi Szemlén[5])
- Jaj, de jó itt, mindenütt (Napsugár Bábszínház, 2008)
- Berzsián és Dideki (Bábrándozók, 2003)
- Csongor... És Tünde? (Bábrándozók, 2001 – a VIII. Alternatív Színházi Szemle fődíjas és közönségdíjas előadása[6])

## Bábszínészi munkák
- A Vadhattyú (Ciróka Bábszínház, 2017)
- Auguszta kisasszony különös tavasza (Jászai Mari Színház, 2015)
- A harmadik hableány (Mesebolt Bábszínház, 2014)
- Mesék borogatás közben (Színház- és Filmművészeti Egyetem, 2012)
- Hamupipőke (Vojtina Bábszínház, 2011)
- Repülési lecke kezdőknek (Vaskakas Bábszínház – Európai Szabadúszó Művészek Egyesülete, 2010)
- A magányosan sétáló macska (Tintaló Társulás, 2009)
- Amália (Mesebolt Bábszínház, 2009)
- Lenn, a Nyuszi barlangjában (Gruffacsór Színház, 2008)
- Zsiga föstő fest (Tintaló Társulás, 2007 – az V. Gyermekszínházi Szemle „A műfaj kimagasló előadása” -diploma[7])
- Nem akarok többé boszorkány lenni! (Tintaló Társulás, 2006 – a IV. Országos Gyermekszínházi Szemle fődíjas előadása[8])
- "man" – az általános én (Q-Team, 2006)
- Piroska és a farkas (Kabóca Bábszínház, 2006)
- Volt egyszer egy Mari nevű szekrény (Griff Bábszínház, 2006)
- A dzsungel könyve (Griff Bábszínház, 2006)
- Kutyaélet (Griff Bábszínház, 2005)
- Titkos kert (Mesebolt Bábszínház, 2005)
- Én, Antigoné (Griff Bábszínház, 2005)
- Holdfia, Naplánya (Griff Bábszínház, 2004)
- Álomfalócska manócska (Ciróka Bábszínház, 2004)
- Gombra nyíló kapu (Ciróka Bábszínház, 2004)
- Androgün (Bábrándozók/Q-Team, 2004)
- Szentivánéji álom (Harlekin Bábszínház, 2003)
- Mese a kutyusról meg a cicusról (Ciróka Bábszínház, 2003)
- Többsincs királyfi (Harlekin Bábszínház, 2003)
- A gólyakalifa (Ciróka Bábszínház, 2003)
- A dzsungel könyve (Ciróka Bábszínház, 2003)
- Pöpöpapa meg a kutyákok (Ciróka Bábszínház, 2002)
- Japán mesék (Ciróka Bábszínház, 2002)
- Kabule kincse (Ciróka Bábszínház, 2001)
- Csongor... És Tünde? (Bábrándozók, 2001)
- Hófehérke története (Ciróka Bábszínház, 2001)
- Árnyak Színháza – Leporello első könyve (Ciróka Bábszínház, 2001)
- Babszem Jankó (Ciróka Bábszínház, 2000)
- Létramesék (Ciróka Bábszínház, 2000)
- Az iskolamester – Orbis pictus (Budapest Bábszínház, 2000)

## Díjak és kitüntetések
- A legjobb dramaturgiájú darab szerzői különdíja a Lomtalanítás című szövegért, a II. Bábos Drámaíró Versenyen (2015)
- A Pagony Kiadó különdíja az Aranyvackoron (2013)
- V. Nemzetközi Gyermek- és Ifjúsági Színházi Biennálé, Kaposvár: színészi különdíj Ujvári Jankával a Repülési lecke kezdőknek című előadásért – az előadás rendezője: Tengely Gábor (2010)
- A ZASP (Lengyel Színházművészeti Szövetség) Sziléziai Osztályának díja a Nem akarok többé boszorkány lenni!, illetve a Zsiga föstő fest című előadások animációjáért (Katowice, 2009)
- A Magyar Bábművészek Szövetségének különdíja (2008)
- Blattner Géza-díj (2008)
- IV. Nemzetközi Gyermek- és Ifjúsági Színházi Biennálé, Kaposvár: előadói különdíj a Nem akarok többé boszorkány lenni! című előadásért (2008)
- IV. Nemzetközi Monodráma Fesztivál, Eger: előadói díj a Nem akarok többé boszorkány lenni! című előadásért (2008)
- Ostrava, Spectaculo Interesse: legjobb színészi alakítás díja az Árnyak Színháza című előadásért – az előadás rendezője: Rumi László (2003)